# خالینو
خالینو (به روسی: Аэропорт Восточный) فرودگاهی واقع در کورسک در کشور روسیه است که توسط ۱۶th Air Army اداره می‌شود.

## شرکت‌های هواپیمایی و مقصدهای پروازی
| شرکت‌های هواپیمایی | مقصدهای پروازی                      |
| ----------------- | ----------------------------------- |
| RusLine           | دوموده‌دوو، پالکوو فصلی: آناپا, سوچی |
| ساراتوف ایرلاینز  | سیمفروپول                           |